# Emyli
Emyli（エミリ、1988年4月23日 - ）は、日本の女性シンガーソングライター。

## プロフィール
2003年6月、15歳でデビュー。音楽に深く関わる両親のもとに生まれたEmyliは、幼少期からアメリカンスクールに通い、3歳からバレエ、6歳からヒップホップ・ダンスを学び、11歳で本格的に歌い始めたという。好きな音楽はR&B。敬愛する歌手はマライア・キャリー、アリシア・キーズ。
2006年6月にアメリカンスクール卒業、2010年9月に上智大学国際教養学部国際教養学科を卒業。趣味は絵画、書道（5段）、読書。楽器はピアノとドラムをたしなむ。

## 略歴

### 2003年
東京と大阪のBlue Noteでデビュー・コンベンションを行った。
6月、BMG JAPANよりEMYLIとしてデビューシングル「Rain」をリリース。
9月、2ndシングル「Someday」をリリース。同月、ファーストアルバム『Flower of Life』をリリース。
「VOICE OF LOVE POSSE」のCDにボーカリストとして参加。"VOICE OF LOVE 2003 LIVE TOUR" チャリティー・ツアー全国5か所で出演。「NORTHWAVE 20周年記念日」のライブに出演。

### 2004年
11月、m-floのゲスト・ボーカリストとして、「The Other Side of Love」（シングル『let go』c/w）に "Sister E" の名義で参加。

### 2005年
2月、m-flo loves EMYLI & Diggy-MO' のシングル曲、「DOPAMINE」 をリリース。
7月、m-flo loves EMYLI & YOSHIKA のシングル曲、「Loop In My Heart」（m-flo loves Akiko Wada「HEY!」との両A面）をリリース。
この年はm-floのゲスト・ボーカリストとして、「ROCK IN JAPAN FESTIVAL 2005」「僕らの音楽お台場ライブ」「a-nation '05 powered by Weider」「Tokyo Girls Collection」等のライブイベントに出演。
9月、アーティスト名表記をEMYLIからEmyliに変更し、3rdシングル「Come Home」をリリース。
11月、m-flo のライブツアー「BEAT SPACE NINE TOUR 2005」に参加。
CHAR と DON DOKKEN BANDのギターリスト、George Lynch とツイン・ギターのスタジオライブに参加。
12月、「HMV 15th Anniversary presents ARTIMAGE NIGHT 2005」にm-flo のゲスト・ボーカリストとして参加。m-flo 最終ツアー「m-flo TOUR 2005：m-flo loves KOREA」に出演。

### 2006年
「INGNI presents"GROOVE COASTER -ARTIMAGE NIGHT in Osaka 2006-"」にm-floのゲスト・ボーカリストとして、melody.、加藤ミリヤと共にゲスト参加。「STARZ LIVE 東京公演」にm-floのゲスト・ボーカリストとして参加。ファッション誌BLENDAが主催する「Def Deeper'06」にm-floのゲスト・ボーカリストとして参加。
「CROSSOVER JAM '06」にてドン・グルーシン、シャカタクのビル・シャープ、渡辺香津美らと共演。K-POPグループ神話のアルバム『Inspiration ＃1』に収録されている「HIGHWAY STAR -Featuring Vocal Emyli-」にゲスト・ボーカリストとして参加。
10月、アップフロントワークスの新レーベルSeventh Codeより、移籍第1弾シングル｢Don’t Vanish Love｣をリリース。
メロン記念日のクラブイベント「MELON LOUNGE vol.03」に出演。

### 2007年
4月、5thシングル「Day by Day」をリリース。
m-floのライブツアー「m-flo TOUR 2007 COSMICOLOR」に全会場出演。
7月、6thシングル「テキトーLover」（Emyli feat. VERBAL (m-flo) 名義）をリリース。
8月、アップルストア銀座にて行なわれたライブイベント「TOKYO JUICE」にて、新曲「My Love」を初披露。

### 2008年
2月、m-floのベストアルバムAward SuperNova -Loves Best-で日之内エミ、Ryohei、YOSHIKA、LISAと共に"Loves"最終楽曲「love comes and goes」に参加。
2月29日、パシフィックヘブンにて、ソロライブ「Sweet nineteen Drops」を開催。

### 2009年
11月、m-floの10周年ライブに、国立代々木競技場でLoves アーティストとして参加。

### 2010年
4月、7th シングル「Take Me Away」を ITunes等で配信限定リリース。
MAKAIのアルバム「LOVE LITE」の「Your #1」(MAKAI feat. Emyli & WISE)と「I Belong 2 U」(MAKAI feat. Emyli＆日乃内エミ＆宏美)に参加。
7月、8th シングル「Wanna Dance」を iTunes 等で配信限定リリース。
MAKAIの「LOVE LITE」ツアーファイナル、「LOVE LITE RELEASE TOUR THE FINAL」にゲストボーカリストとして参加。
8月、「RegisTa! Vol. 6」のクラブイベント＠Veloursに出演。
10月、GAINAX製作の日本のテレビアニメ、「Panty & Stocking with Garterbelt」の音楽制作に参加。M-floの☆Taku Takahashiと共に「CHOCOLAT」と「Champion」を作詞・作曲（TCY FORCE feat. Mariya Ise - 「CHOCOLAT」 / TYC FORCE feat. Emyli - 「Champion」）。両曲共にアニメの挿入歌になっている。
12月、「Panty & Stocking with Garterbelt」のサントラ、「Panty & Stocking with Garterbelt - The Original Soundtrack」がリリース。

### 2011年
4月、モーニング娘。、Berryz工房、五木ひろし等、アップフロントエージェンシー所属全タレントと「がんばろうニッポン　愛は勝つ」のチャリティCDをリリース。

### 2012年
BACK-ON の「come on & Let's go feat. Emyli, kailis from OVER DOSE(Taiwan)」にフィーチャリングボーカリストとして参加。

### 2016年
RADICAL HARDCORE CLIQUE の「Choke」にフィーチャリングボーカリストとして参加。

## ディスコグラフィー

### シングル
| 「Rain」                                         | 「Rain」                       |                    |
| EMYLI の シングル                                | EMYLI の シングル              |                    |
| 初出アルバム『Flower of Life』                   | 初出アルバム『Flower of Life』 |                    |
| ------------------------------------------------ | ------------------------------ | ------------------ |
| B面                                              | MARIA                          |                    |
| リリース                                         | 2003年6月25日                  |                    |
| 規格                                             | CD                             |                    |
| ジャンル                                         | J-POP                          |                    |
| 時間                                             | 17分37秒                       |                    |
| レーベル                                         | BMG JAPAN                      |                    |
| 作詞・作曲                                       | EMYLI Yukoh Kusunoki           |                    |
| チャート最高順位                                 |                                |                    |
| - 週間82位（オリコンシングルチャート）           |                                |                    |
| EMYLI シングル 年表                              |                                |                    |
| \| - \| Rain （2003年） \| Someday （2003年） \| |                                |                    |
|                                                  |                                |                    |
| EANコード                                        |                                |                    |
| EAN 4988017614969                                |                                |                    |
| テンプレートを表示                               |                                |                    |
| -                                                | Rain （2003年）                | Someday （2003年） |

| - | Rain （2003年） | Someday （2003年） |

### 配信限定シングル
- Take Me Away (2010年4月29日)
- Wanna Dance (2010年7月25日)

### アルバム
| 『Flower of Life』                                                         | 『Flower of Life』          |   |
| EMYLI の スタジオ・アルバム                                                | EMYLI の スタジオ・アルバム |   |
| -------------------------------------------------------------------------- | --------------------------- | - |
| リリース                                                                   | 2003年9月25日               |   |
| ジャンル                                                                   | J-POP                       |   |
| 時間                                                                       | 63分18秒                    |   |
| レーベル                                                                   | BMG JAPAN                   |   |
| チャート最高順位                                                           |                             |   |
| - 週間73位（オリコン） - 2003年 年間943位（オリコン）                      |                             |   |
| EMYLI アルバム 年表                                                        |                             |   |
| \| - \| Flower of Life （2003年） \| - \|                                  |                             |   |
| EANコード                                                                  |                             |   |
| EAN 4988017618264                                                          |                             |   |
|                                                                            |                             |   |
| 『Flower of Life』収録のシングル                                           |                             |   |
| 1. 「RAIN」 リリース: 2003年6月25日 2. 「Someday」 リリース: 2003年9月10日 |                             |   |
| テンプレートを表示                                                         |                             |   |
| -                                                                          | Flower of Life （2003年）   | - |

| - | Flower of Life （2003年） | - |

### フィーチャリングワークス
- VOICE OF LOVE ～上を向いて歩こう / VOICE OF LOVE POSSE
- The Other Side of Love / m-flo loves Sister E 動画
- DOPAMINE / m-flo loves EMYLI & Diggy-MO'
- DOPEMAN? / m-flo loves EMYLI & Diggy-MO' 動画
- Loop In My Heart / m-flo loves EMYLI & YOSHIKA MV
- HIGHWAY STAR -Featuring Vocal Emyli- / 神話
- love comes and goes / m-flo loves 日之内エミ & Ryohei & Emyli & YOSHIKA & LISA MV
- I Belong 2 U / MAKAI feat. 日之内エミ & Emyli & 宏実
- Your #1 / MAKAI feat. Emyli & WISE
- Champion / TCY FORCE feat. Emyli
- come on & Let's go / BACK-ON feat. Emyli, kailis from OVERDOSE
- Choke / Radical Hardcore Clique feat. Emyli

### 他アーティストへの作詞・作曲
- CHOCOLAT / TCY FORCE feat. Mariya Ise
- Merry-Go-Round / MAKAI feat. AISHA
- Roller Coaster / MAKAI feat. JONTE
- SCANDALOUS / 後藤真希
- Do It! Do It! / KARA
- RAINBOW / May J.
- Say "Ah!" / May J.
- キミがいるから～ココロのとなりで～ / BRIGHT
- Hello / RAINBOW
- Kiss! Kiss! Disco! / RAINBOW
- Energy / RAINBOW
- Touch Me, Feel Me, Love Me / RAINBOW
- CANDY GIRLS! / RAINBOW
- スピードアップ / KARA
- No Goodbyes / 2PM+2AM'OneDay'
- ロスト feat. ジヌン from 2AM / ニコル KARA
- エレクトリックボーイ / KARA
- Rewind / May J.
- First Love / 2AM
- Pretty Girl / 2AM
- Oh / Chansung of 2PM
- JUST IN LOVE / E-girls
- Take it easy! / E-girls
- Boom! Boom!/ Dream
- Heaven / 安室奈美恵
- Waterfalls (20th Anniversary Version) / 安室奈美恵
- Like a star / ジュノ (歌手)
- 目を閉じて / ジュノ (歌手)
- Heartbreaker / ジュノ (歌手)
- I love you / ジュノ (歌手)
- Wanna Wanna Go! / Dream
- Winter Love〜愛の贈り物〜 / E-Girls
- So Wonderful / ニックン (2PM)
- Give Up / ウヨン (2PM)
- EYES,NOSE,LIPS(日本語バージョン) / Taeyang from Big Bang (South Korean band)
- Still Lovin' You / 安室奈美恵
- Photogenic / 安室奈美恵
- Fashionista / 安室奈美恵
- Birthday / 安室奈美恵
- Want U Bag / Melody Day (band)
- 欠けた月 / 宮脇詩音
- Mint / 安室奈美恵
- Chit Chat / 安室奈美恵
- Neon Twilight / FEMM
- 世界一 / A.B.C-Z
- I'M YOUNG / Nam Tae-hyun from Winner (band)
- Fighter / 安室奈美恵
- Christmas Wish / 安室奈美恵
- Just You and I / 安室奈美恵
- Unchain My Heart / Beverly
- Never Ever / Beverly
- Stay (Japanese Version) / BLACKPINK
- Playing With Fire (Japanese Version) / BLACKPINK
- Finally / 安室奈美恵
- Chapter II / SUPERNOVA
- Present / SUPERNOVA
- Forever Young (Japanese Version) / BLACKPINK
- Sappy / RED VELVET
- ヨルソラ / 宇野実彩子
- OVER DRIVE (English Version) / FANTASTICS from EXILE TRIBE
- Flying Fish (English Version) / FANTASTICS from EXILE TRIBE
- Hello, Goodbye / 東京女子流
- HUMAN LOST feat. J. Balvin / m-flo, J. Balvin
- Need Is Your Love / 88rising, Joji, GENERATIONS from EXILE TRIBE
- WAKE ME UP / THE RAMPAGE from EXILE TRIBE
- Perfect Storm (feat. Amber Liu) / MIYAVI
- O・Y / HONEST BOY
- TAKE ME HIGH / HONEST BOY
- Fly Like A Dragon / KING & KING
- CHASIN' / KING & KING
- Stampede / THE RAMPAGE from EXILE TRIBE
- Moon and Back / THE RAMPAGE from EXILE TRIBE
- lighthouse / NAO AIHARA
- Beyond META / 花譜, MIYAVI
- F.A.F.O / @onefive[1]

## ラジオ番組
- FIVE STARS（2007年10月 - 2008年6月、Inter FM、金曜日担当）

## ミュージックビデオ
| 監督     | 曲名                            |
| UGICHIN  | 「Someday」                     |
| 竹石渉   | 「Rain」                        |
| マサオ   | 「テキトーLOVER」「Day by Day」 |
| 山口保幸 | 「Don't Vanish Love」           |

## その他
- 2003年のデビュー・コンベンションでは、アリシア・キーズの「Fallin'」、スティーヴィー・ワンダーの「Lately」、デビューシングル「Rain」のEnglish Version、クリスティーナ・アギレラの「遠く離れて〜コンティゴ・エン・ラ・ディスタンシア」を歌った。
- 「The Other Side of Love」にて名義が"Sister E"となっているのは、原曲を歌っていた坂本美雨（坂本龍一の娘）の名義、"Sister M"に対するオマージュである。また、この曲は「let go / m-flo loves YOSHIKA」のカップリング曲であるのと同時に、次回シングルのlovesアーティスト予告でもあったため名前が明かせなかった、という事情もあった。
- 「Come Home」リリース時にアーティスト名表記が全部大文字の "EMYLI" から頭だけ大文字の "Emyli" に変わったが、変更の理由は「Emyli の方が女っぽいから」。
- 「DOPAMINE」に "SHE'S ONLY SIXTEEN" というリリックがあるが、m-floのBEAT SPACE NINE TOUR 2005時にはEmyli は17歳であった。そこで、ツアー中にDiggy-MO' の代役を務めていた山本領平が "SHE'S ONLY SEVENTEEN" と歌ったことによって、以後は "SEVENTEEN" が定着した。Diggy-MO'も「HMV 15th Anniversary presents ARTIMAGE NIGHT 2005」にて "SEVENTEEN" で歌っている（BEAT SPACE NINE TOUR FINAL@武道館では "SIXTEEN"）。
- m-floの「BEAT SPACE NINE TOUR 2005」では自身のフィーチャリング曲の他にBENNIE K、Monday満ちる、kahimi karie のフィーチャリング曲をカバーしている。
- 「Def Deeper '06」ではm-floの代表曲の一つ「miss you」にてmelody.の代役を務めている。